# حاجی‌آباد (نظرآباد)
حاجی‌آباد (نظرآباد)، روستایی از توابع بخش تنکمان شهرستان نظرآباد در استان تهران ایران است.

## جمعیت
این روستا در دهستان تنکمان قرار دارد و براساس سرشماری مرکز آمار ایران در سال ۱۳۸۵، جمعیت آن ۴۰۷ نفر (۱۰۹خانوار) بوده‌است.